# Ostrakon

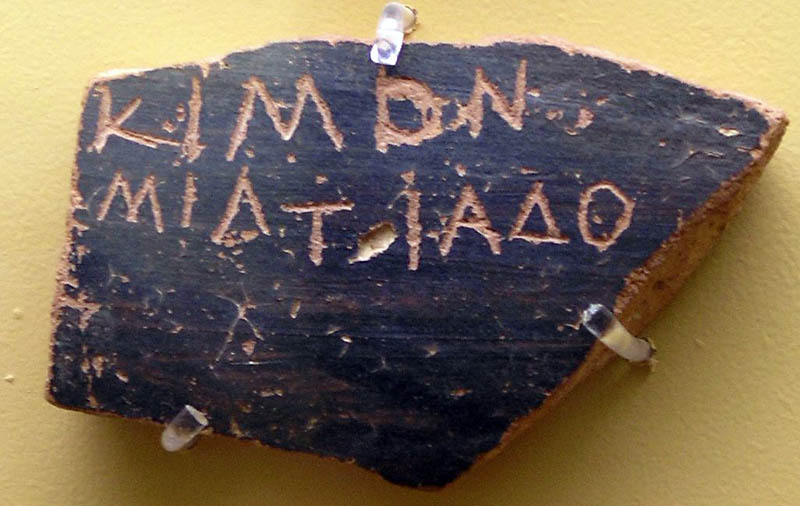
Ostrakon mit dem Namen des Kimon

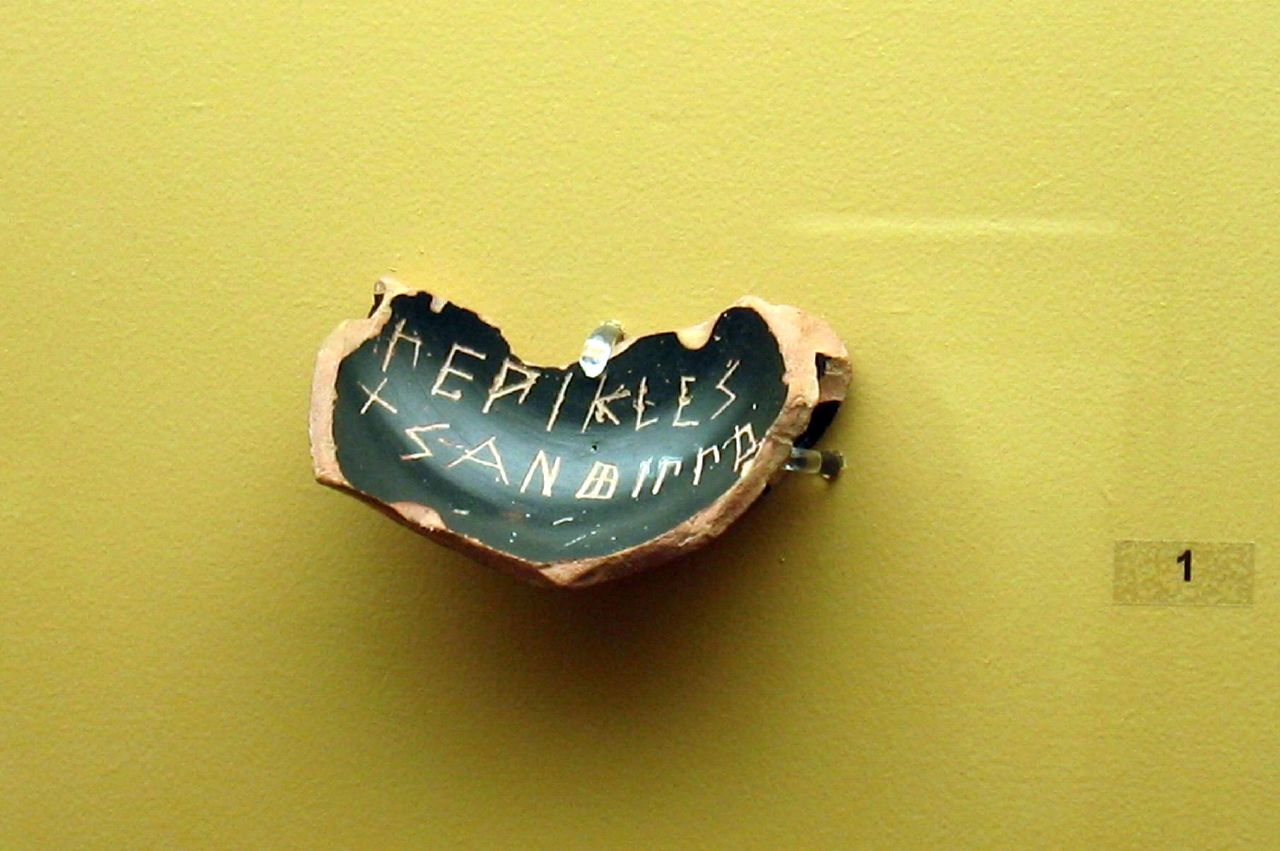
Ostrakon mit dem Namen des Perikles

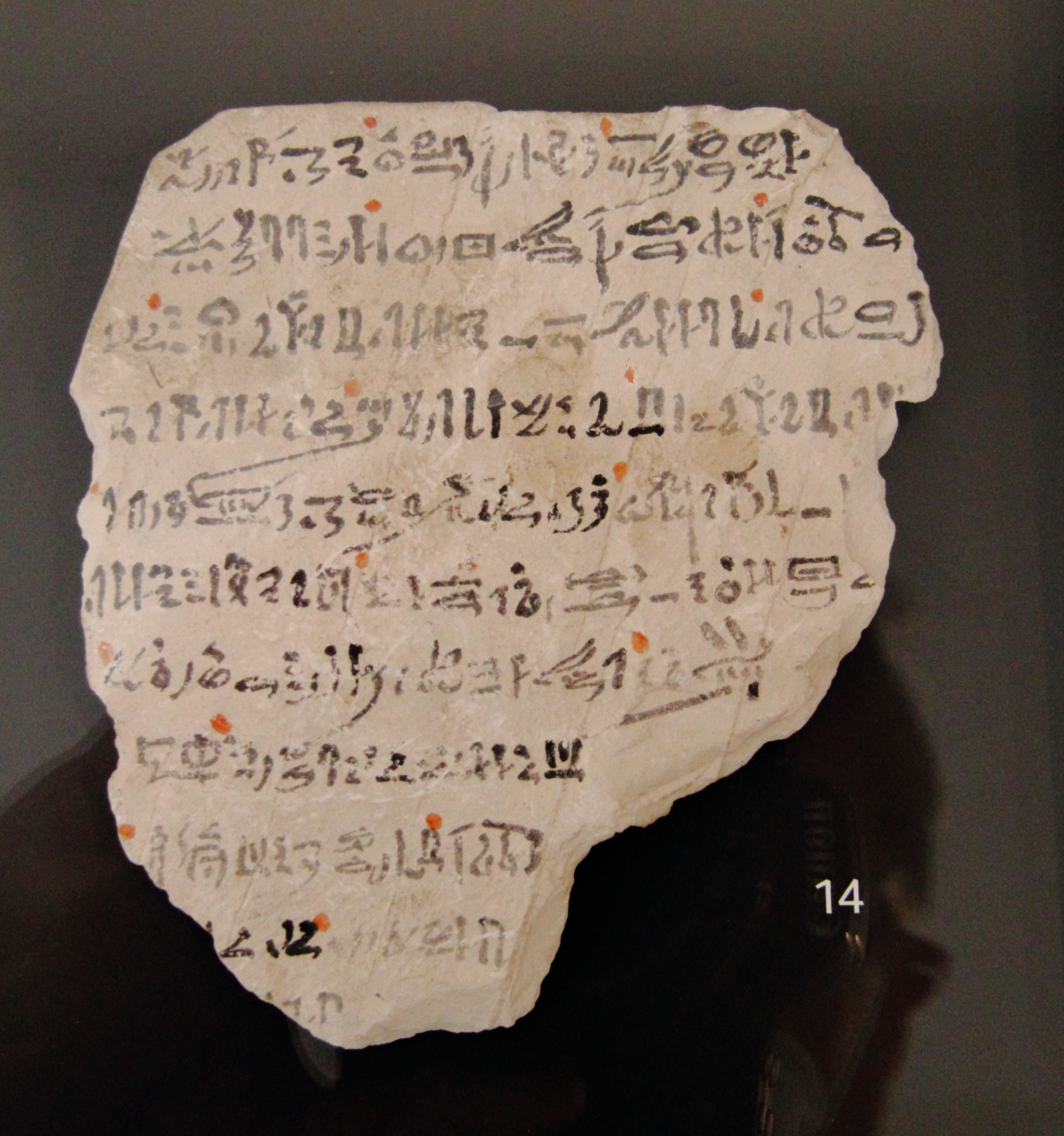
Altägyptisches Ostrakon mit dem Text zweier Gedichte in hieratischer Schrift, 20. Dynastie, rund 1200 v. Chr.

Als Ostrakon (altgriechisch ὄστρακον „Tonscherbe“, Neutrum, Plural: Ostraka) werden (beschriftete) Scherben von Tongefäßen, seltener auch Muschelschalen, Eierschalen oder Kalkstein-Scherben bezeichnet. 

## Geschichte
Als gut verfügbares, handliches Material dienten sie anstelle des teuren Papyrus im gesamten Altertum als Beschreibstoff für Notizen, Schulaufgaben, Abrechnungen, Quittungen und kurze Briefe aller Art. Geschrieben wurde mit Tinte oder der Text wurde eingeritzt. Es sind ganze Archive hiervon gefunden worden (wie zum Beispiel das Nikanor-Archiv). Im antiken Griechenland, insbesondere in Athen, wurden sie auch als Stimmzettel in dem Verfahren des „Scherbengerichts“ (Ostrakismos genannt) verwendet. 
Damit bilden sie eine wertvolle Quelle zum Verständnis des antiken Alltagslebens (aber auch beruflicher Praktiken), im Falle des Scherbengerichts auch für die politische Geschichte.
Bekannt ist das ägyptische Bild-Ostrakon mit Maus und Katze am Speisetisch.
Größtenteils im 1. Jahrhundert v. Chr. entstanden die von Wera Bulatowa entdeckten Ostraka-Fragmente von Nisa im heutigen Turkmenistan.

## Trivia
- Im Videospiel Assassin’s Creed Odyssey sind in der Spielwelt pro Region mehrere Ostraka als sammelbare Objekte verteilt. Jedes einzelne enthält ein Rätsel, welches bei Lösung eine neue Gravur für die Ausrüstung des Charakters freischaltet.

## Dokumentation
- Geschichte schreiben - Das Ostrakon - Per Scherbengericht ins Exil.  (Originaltitel: Faire l'histoire - L'ostrakon, un tesson d'argile pour voter l'exil.) Regie: Jean-Dominique Ferrucci, Frankreich 2020 für Arte France; deutsche Synchronfassung 2021 für arte.